# Mittelmeerkegel
Der Mittelmeerkegel, auch die Mittelmeer-Kegelschnecke (Conus ventricosus, Synonym Conus mediterraneus Hwass in Bruguière, 1792) ist eine Schnecke aus der Familie der Kegelschnecken, die sich von einer Vielzahl unterschiedlicher Vielborster ernährt. Sie ist die einzige Conus-Art des Mittelmeers und eine der wenigen mit direkter Entwicklung. Da sie wie alle Arten der Gattung Conus giftig ist, sollte sie mit großer Vorsicht behandelt werden.

## Merkmale
Die Schale eines ausgewachsenen Tieres misst 13 bis 63 mm, meist um 20 mm und selten mehr als 30 mm. Sie ist gelblich-braun, rosa-braun, schokoladenbraun oder olivgrün gefärbt und undeutlich gefleckt. Das Gewinde bildet einen deutlichen Kegel, ist leicht abgestuft und gefleckt. Oft gibt es einen hellen Querstreifen am vorderen Drittel des Hauses. Innen ist die Schale braun mit einem hellen Streifen. Das braune, hornige Operculum hat einen elliptischen Umriss und nimmt etwa 30 % der Länge der Gehäusemündung ein. Es sitzt auf der Oberseite des Fußes. Das Tier ist gräulich-braun gefärbt.

## Verbreitung
Die Mittelmeer-Kegelschnecke ist im gesamten Mittelmeer einschließlich der Adria sowie im Atlantischen Ozean an der Küste Westafrikas bis hin zu den Kanarischen Inseln verbreitet.

## Lebensraum
Der Mittelmeerkegel lebt in Riffen und Seegraswiesen. Das Tier ist nachtaktiv und vergräbt sich tagsüber im Sand. Es wird knapp unterhalb der Gezeitenzone gefunden, auch in felsigen Bereichen.

## Entwicklungszyklus
Wie alle Kegelschnecken sind auch Mittelmeerkegel getrenntgeschlechtlich. Die Männchen und Weibchen kommen im Mai und Juni auf felsigem Untergrund in 0,2 bis 1 m Tiefe zusammen, um sich zu paaren, wobei das Männchen mit seinem Penis das Weibchen begattet. Das Weibchen befestigt seine Eikapseln an der Unterseite von Felsen knapp unter der Gezeitenzone. Ein Weibchen produziert in der Regel 3 bis 6 Eikapseln mit einer Breite von 3 bis 4 mm, Höhe von etwa 6 mm und Dicke von rund 1 mm, die jeweils im Schnitt etwa 11 dotterreiche, gelbe Eier enthalten und in einer Reihe abgelegt werden, wobei die konvexe Seite einer Kapsel der konkaven Seite der anderen folgt und jede Kapsel durch eine feste, breite Membran am Substrat befestigt wird. Meist sämtliche Eier entwickeln sich innerhalb von drei Wochen in der Eikapsel zu kleinen kriechenden Kegelschnecken, so dass es also – anders als bei den meisten, mehrheitlich im Indopazifik heimischen Kegelschnecken – kein frei schwimmendes Larvenstadium gibt. Die Schnecklein schlüpfen über eine Schlupföffnung, deren verschließende Membran sich kurz vorher auflöst.

## Nahrung
Die Mittelmeer-Kegelschnecke ernährt sich vor allem von Vielborstern (Polychaeten), daneben auch von kleinen Mollusken. Die Schnecke führt ihre lange und sehr flexible Proboscis an die Beute heran und harpuniert diese sodann mit einem giftigen, gehakten Radulazahn. Der gelähmte oder schon getötete Ringelwurm wird als Ganzes verschlungen. Extrakte aus dem Gift des Mittelmeerkegels wirken giftig auf Polychaeten und Mollusken. Das Beutespektrum innerhalb der Polychaeten ist groß. Bei Untersuchungen in Tunesien wurden 14 Polychaeten-Arten als Beutetiere identifiziert, und zwar aus den Familien Spionidae (Polydora antennata), Cirratulidae (Cirratulus cirratus), Capitellidae (Capitella capitata), Maldanidae (Clymene lumbricoides, Johnstonia clymenoides), Syllidae (Syllis amica), Nereididae (Perinereis cultrifera, unbestimmte Perinereis, Nereis caudata), Eunicidae (Palola siciliensis), Lumbrineridae (Lumbrineris coccinea, unbestimmte Lumbrineris) und Terebellidae (Terebella lapidaria). Darüber hinaus wurde die Nadelschnecke Cerithium vulgatum erbeutet.